# 季紅
季红，（1927年—2007年12月25日），台湾詩人。本名「齊道旁」。男。原籍河南省。台湾海军机械学校41年班造船系畢業，获美国康乃狄克州立大学语言研究所硕士学位。曾参加紀弦的现代派，后又加入创世纪詩社。作詩同时也写詩论。系列詩论《詩之诸貌》在《創世紀》詩刊连载后，颇受台湾詩坛重视。

## 詩作
- 《鷺鷥》
- 《蘆葦花》
- 《錯車道上的指示燈》
- 《請別哭》
- 《臺北之秋》
- 《鄉野小輯》
- 《短歌行》
- 《淡水鎮‧水筆仔》
- 《山之詠》